# Pokal evropskih prvakov 1963-64
Pokal evropskih prvakov 1963-64 je bila sedma sezona evropskega klubskega košarkarksega tekmovanja danes znanega kot Evroliga.

## Prvi predkrog
| Prvo moštvo               | Skup. Rez. | Drugo moštvo         | 1. tekma | 2. tekma |
| ------------------------- | ---------- | -------------------- | -------- | -------- |
| Handelsministerium Vienna | 133 - 184  | Spartak Brno         | 71-105   | 62-79    |
| AEK Athens                | 141 - 154  | Galatasaray Istanbul | 73-66    | 68-88    |
| SMB Lausanne              | 119 - 161  | Chemie Halle         | 59-72    | 60-89    |
| Alvik Stockholm           | 147 - 173  | Legia Warsaw         | 80-98    | 67-75    |
| Celtic Belfast            | 119 - 209  | Real Madrid          | 73-102   | 46-107   |
| Etzella Ettelbruck        | 114 - 145  | Universidad Paris    | 57-73    | 57-72    |
| Akademik Sofia            | 141 - 149  | OKK Beograd          | 61-68    | 80-81    |
| Alliance Casablanca       | 116 - 177  | Antwerp BC           | 54-73    | 62-104   |

## Prvi krog
| Prvo moštvo           | Skup. Rez.  | Drugo moštvo      | 1. tekma | 2. tekma |
| --------------------- | ----------- | ----------------- | -------- | -------- |
| Kisa-Toverit Helsinki | 139 - 129   | Chemie Halle      | 75-64    | 64-65    |
| Antwerp BC            | 170 - 180   | Simmenthal Milano | 84-90    | 86-90    |
| Galatasaray Istanbul  | 131 - 131*  | Steaua Bucureşti  | 69-51    | 62-80    |
| Benfica Lisbon        | **          | Legia Warsaw      |          |          |
| Alemannia Aachen      | 112 - 208   | Real Madrid       | 69-93    | 43-115   |
| Universidad Paris     | 63 - 105*** | OKK Beograd       | 63-105   |          |
| Maccabi Tel Aviv      | 111 - 154   | Spartak Brno      | 60-58    | 51-96    |

- ***Odločilna je bila edina tekma, ki je potekala v Franceiji.

## Quarter finals
| Prvo moštvo       | Skup. Rez. | Drugo moštvo          | 1. tekma | 2. tekma |
| ----------------- | ---------- | --------------------- | -------- | -------- |
| Steaua Bucureşti  | 169 - 196  | Spartak Brno          | 94-92    | 75-104   |
| Simmenthal Milano | 186 - 167  | Kisa-Toverit Helsinki | 99-70    | 87-97    |
| Legia Warsaw      | 176 - 194  | Real Madrid           | 90-102   | 86-92    |
| OKK Beograd       | *          | CSKA Moscow           |          |          |

- *CSKA Moscow se je umaknil iz tekmovanja.

## Polfinale
| Prvo moštvo       | Skup. Rez. | Drugo moštvo | 1. tekma | 2. tekma |
| ----------------- | ---------- | ------------ | -------- | -------- |
| OKK Beograd       | 178 - 179  | Spartak Brno | 103-94   | 75-85    |
| Simmenthal Milano | 160 - 178  | Real Madrid  | 82-77    | 78-101   |

## Finale
maj 1964
| Prvo moštvo  | Skup. Rez. | Drugo moštvo | 1. tekma | 2. tekma |
| ------------ | ---------- | ------------ | -------- | -------- |
| Spartak Brno | 174 - 183  | Real Madrid  | 110-99   | 64-84    |